# Instituto de Educación Superior Tecnológico Público Diseño y Comunicación
El Instituto de Educación Superior Tecnológico Público Diseño y Comunicación (IESTP IDC), es una institución de educación superior pública, ubicada en el distrito de Lima, en la ciudad homónima, capital del Perú. Orientada a la enseñanza en diseño y comunicación, imparte formación técnica en distintas especialidades. A lo largo de su trayectoria, ha ajustado su modelo educativo en función de los cambios en su campo de estudio, integrando aspectos teóricos y prácticos en su currículo.
Fundado en 1965, ha pasado por diversas etapas hasta adoptar su denominación actual en 2010. Ofrece programas especializados en diseño de modas, diseño de interiores, diseño publicitario y comunicación audiovisual, estructurados en ciclos de tres años. Su modelo educativo incluye talleres prácticos, actividades académicas y oportunidades de prácticas preprofesionales. Su sede principal se encuentra en Lima, donde desarrolla su actividad académica y brinda formación técnica en el ámbito tecnológico.

## Historia

### Reseña histórica
El origen del Instituto de Educación Superior Tecnológico Público Diseño y Comunicación se remonta al 22 de abril de 1965, cuando fue creado como el Instituto Nacional de Decoración de Interiores y Alta Costura mediante la Resolución Suprema N.º 566-65. Su fundación respondió a la necesidad de formar especialistas en áreas vinculadas al diseño y la moda, en un contexto donde estas disciplinas comenzaban a consolidarse como sectores clave dentro de la industria creativa y cultural en el Perú. La primera sede del instituto se estableció en el Jirón Ica N.º 376, en el Cercado de Lima, frente al Teatro Municipal, un entorno emblemático que favorecía su integración con el ámbito artístico y académico de la capital.En sus inicios, la institución ofrecía dos programas académicos: decoración de interiores, con una duración de tres años a nivel de educación superior, y alta costura, con una duración de dos años a nivel de educación básica. Ambas especialidades estaban orientadas a la formación de profesionales con conocimientos técnicos y estéticos sólidos, capacitados para desempeñarse en un mercado en crecimiento y responder a las exigencias de una sociedad en transformación.
La orientación, en principio, del Instituto Nacional de Decoración de Interiores y Alta Costura (INDIAC) estuvo enfocada en la formación de especialistas en decoración de interiores y alta costura, respondiendo a la demanda de profesionales en estas áreas durante la segunda mitad del siglo XX. Con el paso del tiempo, la institución amplió su oferta académica para abarcar otras disciplinas del diseño y la comunicación, adaptándose a las necesidades del mercado laboral y a los avances tecnológicos. A medida que la demanda por formación técnica en diseño creció, el instituto experimentó diversas transformaciones. El 19 de septiembre de 1984, mediante la Resolución Ministerial N.º 1157-84, cambió su denominación a Instituto Superior Tecnológico Público “Diseño”, especializándose en las carreras de diseño de interiores y diseño publicitario. El 11 de marzo de 1996, bajo la dirección del profesor Víctor Luján Rodríguez, la institución se trasladó a su actual sede en el Jirón Chota N.º 1121, consolidando su infraestructura para la enseñanza técnica.
En enero de 1998, durante la gestión de la profesora Flor Díaz Cruz, se incorporaron dos nuevas carreras profesionales: diseño de modas y comunicación audiovisual, oficializadas mediante la Resolución Ministerial N.º 026-98-E.D. Estas adiciones ampliaron la oferta educativa del instituto, fortaleciendo su papel en la formación de profesionales en el ámbito del diseño y la comunicación.En 2006, la institución recibió la revalidación de su funcionamiento con la Resolución Directoral N.º 0818-2006-E.D., garantizando la continuidad de sus programas académicos. Finalmente, en 2010, mediante la Resolución Ministerial N.º 0023-2010-E.O. y la Resolución Directoral Regional N.º 001824-2010-DRELM, el instituto adoptó su actual nombre: Instituto de Educación Superior Tecnológico Público “Diseño y Comunicación” (IDC). Con este cambio, reafirmó su compromiso con la educación técnica, consolidándose como un centro de referencia en la formación de diseñadores, publicistas y comunicadores audiovisuales en el país.

## Organización

### Gobierno
Actualmente, los órganos de gobierno de la institución son:
- Director General: Es el máximo órgano de gobierno del Instituto Superior Tecnológico Público Diseño y Comunicación (IDC). Está encabezada por el director general, quien es la máxima autoridad ejecutiva y representa legalmente a la institución. Su función principal es dirigir, coordinar y supervisar las actividades académicas y administrativas, asegurando el cumplimiento de los objetivos institucionales y normativas vigentes.

- Jefe de Unidad Académica: Es responsable de la planificación, organización y desarrollo de los programas de estudio del IDC. Su función es garantizar la calidad educativa y el cumplimiento de los estándares técnicos y pedagógicos en la formación de los estudiantes. Está liderada por el Jefe de Unidad Académica, quien supervisa el trabajo docente y coordina la actualización curricular.

- Administrador: Es el área encargada de la gestión de recursos financieros, logísticos y materiales del IDC. Su objetivo es optimizar el funcionamiento institucional mediante una adecuada administración del presupuesto y el mantenimiento de la infraestructura. Está dirigida por el Administrador, quien vela por el uso eficiente de los recursos y la transparencia en la gestión financiera.

- Jefe de Secretaria Académica: Es el área encargada de la gestión y registro de los procesos académicos y administrativos relacionados con los estudiantes y docentes. Su labor incluye la matrícula, certificación, validación de estudios y emisión de documentos oficiales. Está liderada por el Jefe de Secretaría Académica, quien coordina estos procesos para garantizar su correcto desarrollo.

- Jefe de Unidad de Empleabilidad: Es el órgano encargado de fortalecer la inserción laboral de los egresados del IDC, promoviendo la vinculación con empresas y organizaciones del sector. Desarrolla programas de orientación laboral, ferias de empleo y convenios para prácticas preprofesionales. Su gestión está a cargo del Jefe de Unidad de Empleabilidad.

- Jefe de Unidad de Calidad: Es la instancia responsable de evaluar y mejorar continuamente los procesos académicos y administrativos del IDC. Su función es garantizar el cumplimiento de los estándares educativos y la mejora constante de la enseñanza. Está dirigida por el Jefe de Unidad de Calidad, quien supervisa la implementación de estrategias para la acreditación y excelencia educativa.

- Jefe de Unidad de Investigación: Es el área que fomenta el desarrollo de proyectos de investigación en el IDC, promoviendo la producción de conocimientos en las áreas de diseño y comunicación. Su labor incluye la gestión de fondos para la investigación, el apoyo a docentes y estudiantes en sus proyectos y la difusión de los resultados obtenidos. Está encabezada por el Jefe de Unidad de Investigación.

El instituto cuenta con una estructura organizativa que asegura el adecuado funcionamiento académico y administrativo. La gestión del Programa de Estudios está a cargo de coordinadores especializados en cada área, quienes supervisan el desarrollo curricular y garantizan la calidad educativa. A continuación, se presentan los coordinadores responsables de cada carrera profesional:
Coordinadores de Programa de Estudios
| Carrera                  | Coordinador         |
| ------------------------ | ------------------- |
| Diseño de Interiores     | Gladys Arriola      |
| Diseño Publicitario      | Ismael Valle        |
| Diseño de Modas          | Roxana Podesta      |
| Comunicación Audiovisual | Alejandro Seminario |

### Áreas académicas
Su estructura académica está organizada para brindar formación técnica especializada en Diseño de Modas, Diseño Publicitario, Diseño de Interiores y Comunicación Audiovisual. La supervisión y gestión de estas carreras están a cargo de la Unidad Académica, asegurando la calidad educativa y la actualización constante de los programas de estudio.

#### Carreras Profesionales
El instituto ofrece cuatro carreras profesionales en el ámbito del diseño y la comunicación: 
- Diseño de Interiores: Es una de las dos especialidades originales con las que se creó el instituto en 1965, bajo la denominación de Instituto Nacional de Decoración de Interiores y Alta Costura, mediante la Resolución Suprema N.º 566-65. En sus inicios, el programa tenía una duración de tres años a nivel de educación superior y estaba orientado a la formación de especialistas en la planificación y diseño de espacios interiores. Con el cambio de nombre a Instituto Superior Tecnológico Público “Diseño” en 1984, esta especialidad fue consolidada como una de las principales ofertas académicas de la institución. A lo largo de los años, el programa ha evolucionado incorporando nuevas metodologías y tecnologías en el diseño, adaptándose a las tendencias contemporáneas del sector. Actualmente, la carrera ofrece una formación integral en el desarrollo de espacios habitables, comerciales y corporativos, combinando creatividad, funcionalidad y sostenibilidad.[11]

- Diseño Publicitario: El programa fue incorporado en 1984, cuando el instituto cambió su nombre a Instituto Superior Tecnológico Público “Diseño” mediante la Resolución Ministerial N.º 1157-84. La carrera nació en respuesta a la creciente demanda de profesionales especializados en comunicación visual y estrategias publicitarias en el Perú. Desde su establecimiento, el programa ha formado diseñadores con habilidades en identidad corporativa, branding, ilustración, diseño digital y medios audiovisuales. Con la digitalización de los medios de comunicación, la carrera ha integrado herramientas y software de última generación en su plan de estudios, consolidándose como una de las especialidades más dinámicas del instituto.[12]

- Diseño de Modas: Fue incorporada en enero de 1998, bajo la dirección de la profesora Flor Díaz Cruz, mediante la Resolución Ministerial N.º 026-98-E.D. Su origen responde a la evolución del antiguo programa de Alta Costura, que había formado parte de la oferta inicial del instituto en 1965. Con la transición a una especialización en diseño, la carrera amplió su enfoque hacia la creación, conceptualización y producción de prendas de vestir, fusionando arte y funcionalidad. Actualmente, el programa abarca el desarrollo de colecciones, ilustración de moda, patronaje, confección y tendencias textiles, preparando a los estudiantes para desempeñarse en la industria del vestuario tanto a nivel nacional como internacional.[13]

- Comunicación Audiovisual: Instaurada en 1998, junto con el programa de Diseño de Modas, bajo la Resolución Ministerial N.º 026-98-E.D. Con la creciente relevancia de los medios de comunicación y el desarrollo del sector audiovisual en el Perú, el instituto vio la necesidad de incluir esta especialidad en su oferta académica. El programa se enfoca en la producción, dirección y edición de contenidos audiovisuales, abarcando desde la publicidad y el cine hasta la televisión y las plataformas digitales. Con el paso del tiempo, el plan de estudios ha incorporado herramientas digitales avanzadas, efectos visuales y animación, brindando una formación integral para los futuros comunicadores visuales.[14]

Cada una de estas carreras ha evolucionado en respuesta a las demandas del mercado y los avances tecnológicos, consolidando al Instituto de Educación Superior Tecnológico Público Diseño y Comunicación como un referente en la formación de profesionales en diseño y comunicación en el Perú.

### Admisión
La admisión se realiza principalmente mediante un examen de admisión. Si bien existen exámenes especiales para los casos de estudiantes con discapacidad, el tipo de examen más requerido es el ordinario, el cual se realiza una vez al año: usualmente en fines de semana de marzo e inicios de abril.El examen de admisión del Instituto de Diseño y Comunicación cuenta con un promedio anual de 500 postulantes para alrededor de 190 vacantes, siendo aproximadamente un 38 % el ratio de selectividad en la admisión. Consta usualmente de una evaluación de 60 preguntas y tiene una duración aproximada de 120 minutos.

## Campus
Desde su fundación, el Instituto de Diseño y Comunicación ha contado con dos locales principales:
- Primer local: Situado en Jirón Ica N.º 376, frente al Teatro Municipal de Lima. En este espacio, el instituto inició sus actividades en 1965 bajo el nombre de «Instituto Nacional de Decoración de Interiores y Alta Costura», ofreciendo inicialmente las carreras de Decoración de Interiores y Alta Costura. El edificio albergó aulas, talleres y oficinas administrativas, convirtiéndose en un punto de referencia para la formación en diseño en el país. Durante más de tres décadas, esta sede fue el epicentro de la enseñanza en diseño y moda, consolidando la reputación del instituto a nivel nacional.[8]

- Segundo local: En 1996, debido al crecimiento de la comunidad estudiantil y la necesidad de modernizar sus instalaciones, el instituto se trasladó a su sede actual en Jirón Chota N.º 1121, Cercado de Lima. Este cambio permitió la ampliación de su infraestructura y la modernización de sus aulas y laboratorios. Además, en 1998 se incorporaron las carreras de Diseño de Modas y Comunicación Audiovisual, diversificando la oferta académica. Con una mayor capacidad y mejores recursos tecnológicos, esta sede ha sido el principal centro de formación de la institución, albergando a generaciones de estudiantes y consolidando su prestigio en el ámbito del diseño y la comunicación.[10]